# Centrolene muelleri
Centrolene muelleri är en groddjursart som beskrevs av William Edward Duellman och Schulte 1993. Centrolene muelleri ingår i släktet Centrolene och familjen glasgrodor. IUCN kategoriserar arten globalt som otillräckligt studerad. Inga underarter finns listade i Catalogue of Life.